# Come il mondo
Come il mondo è il quinto album di inediti di Marco Carta, il settimo in totale nella carriera dell'artista sardo, pubblicato il 27 maggio 2016.
Il disco debutta alla quinta posizione della classifica FIMI.
L'album è composto da 10 tracce, tra le quali sono compresi i singoli pubblicati in precedenza Splendida ostinazione (disco di platino), uscito il 16 giugno 2014, Ho scelto di no (disco d'oro), pubblicato il 5 giugno 2015, e Non so più amare, uscito il 22 aprile 2016, durante la partecipazione del cantante a L'isola dei famosi.
In questo album si rinnova la collaborazione con Federica Camba e Daniele Coro.

## Tracce
1. Anche quando – 3:20 (Federica Camba, Daniele Coro)
2. Come il mondo – 3:09 (Federica Camba, Daniele Coro)
3. L'ultima cosa vera – 3:18 (Andrea Amati, Fabio Vaccaro)
4. Lasciami adesso – 3:41 (Emiliano Cecere, Oscar Angiuli, Saverio Grandi)
5. Splendida ostinazione – 3:18 (Federica Camba, Daniele Coro)
6. Non so più amare – 3:04 (Federica Camba, Daniele Coro)
7. Ho scelto di no – 3:33 (Federica Camba, Daniele Coro)
8. Una semplice notizia – 3:40 (Federica Camba, Daniele Coro)
9. Guarda la felicità – 3:43 (Andrea Amati, Franco Manco, Carlo Rizioli)
10. Stelle – 3:45 (Andrea Amati, Giulia Anania, Marta Venturini, Valerio Carboni)

Durata totale: 34:31